# Inflammasoma

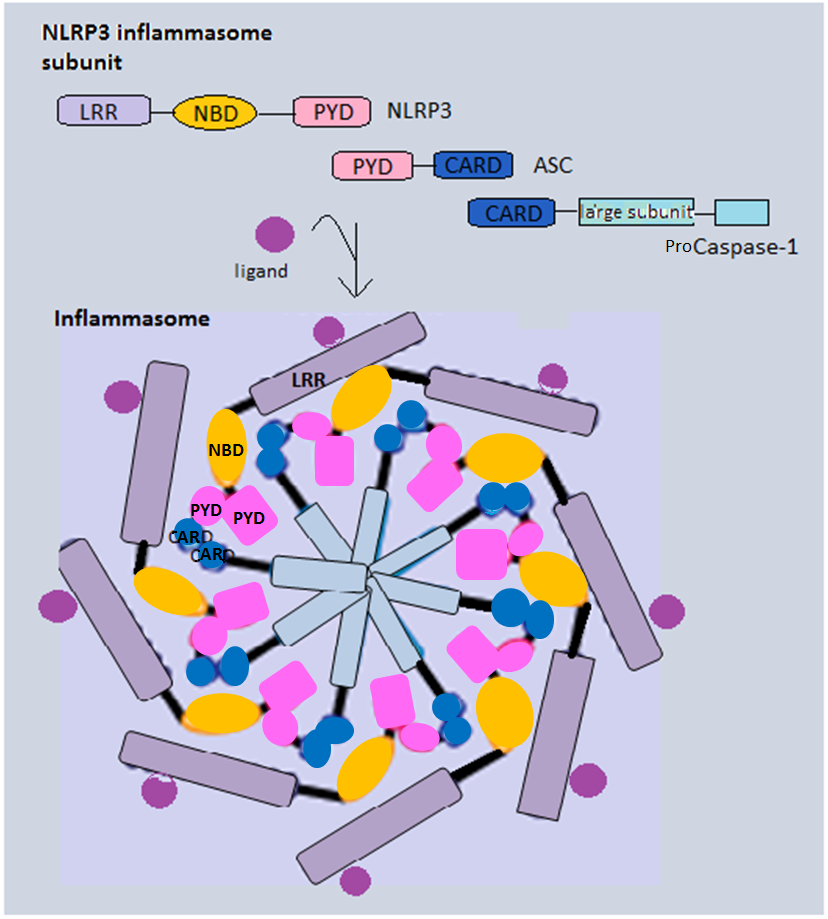
Struttura dell'inflammasoma

Gli inflammasomi sono oligomeri multiproteici citosolici del sistema immunitario innato responsabili dell'attivazione delle risposte infiammatorie. L'attivazione e l'assemblaggio dell'inflammasoma promuove la scissione proteolitica, la maturazione e la secrezione delle citochine pro-infiammatorie interleuchina 1β (IL-1β) e interleuchina 18 (IL-18), nonché la scissione di Gasdermin-D. Il frammento N-terminale risultante da questa scissione induce una forma pro-infiammatoria di morte cellulare programmata distinta dall'apoptosi, indicata come piroptosi, ed è responsabile della secrezione delle citochine mature, presumibilmente attraverso la formazione di pori nella membrana plasmatica. In caso di disregolazione dell'attivazione dell'inflammasoma, può insorgere un assortimento di malattie importanti, come cancro, malattie autoimmuni, metaboliche e neurodegenerative.
Tradizionalmente, gli inflammasomi sono stati studiati principalmente nelle cellule immunitarie professionali del sistema immunitario innato, come i macrofagi. Studi più recenti, tuttavia, indicano alti livelli di espressione della componente inflammasoma nei tessuti della barriera epiteliale, dove hanno dimostrato di rappresentare un'importante prima linea di difesa. L'attivazione dell'inflammasoma viene avviata da diversi tipi di recettori di riconoscimento del pattern citosolico (PRR) che rispondono a modelli molecolari associati a patogeni derivati da microbi (PAMP) o modelli molecolari associati al danno (DAMP) generati dalla cellula ospite. I recettori di riconoscimento del pattern coinvolti negli inflammasomi comprendono NLR (dominio di oligomerizzazione legante i nucleotidi e recettori contenenti ripetizione ricchi di leucina), nonché AIM2 (assente nel melanoma 2), IFI16 (proteina 16 inducibile dall'IFN) e pirina.
Attraverso il loro dominio di attivazione e reclutamento della caspasi (CARD) o dominio della pirina (PYD), i recettori dell'inflammasoma interagiscono con la proteina adattatore ASC, che quindi recluta la pro -caspasi-1 tramite il suo dominio CARD e attiva l'effettore caspasi attraverso la scissione proteolitica. La caspasi-1 attivata infine scinde le citochine pro-infiammatorie immature pro IL-1β e pro IL-18, così come Gasdermin-D, che sono responsabili rispettivamente della segnalazione infiammatoria e della morte delle cellule piroptotiche. Oltre a questi cosiddetti inflammasomi canonici, diversi studi hanno descritto anche complessi di inflammasomi non canonici che agiscono indipendentemente dalla caspasi-1. Nei topi, l'inflammasoma non canonico viene attivato dal rilevamento diretto del lipopolisaccaride batterico citosolico (LPS) da parte della caspasi-11, che successivamente induce la morte delle cellule piroptotiche. Nelle cellule umane, le caspasi corrispondenti dell'inflammasoma non canonico sono la caspasi 4 e la caspasi 5.

### Riviste
- Jin T, Xiao TS, Activation and assembly of the inflammasomes through conserved protein domain families, in Apoptosis, vol. 20, n. 2, febbraio 2015,  pp. 151-6, DOI:10.1007/s10495-014-1053-5, PMC 4364414, PMID 25398536.
- Lu A, Wu H, Structural mechanisms of inflammasome assembly, in The FEBS Journal, vol. 282, n. 3, febbraio 2015,  pp. 435-44, DOI:10.1111/febs.13133, PMC 6400279, PMID 25354325.
- Shaw N, Liu ZJ, Role of the HIN domain in regulation of innate immune responses, in Molecular and Cellular Biology, vol. 34, n. 1, gennaio 2014,  pp. 2-15, DOI:10.1128/MCB.00857-13, PMC 3911281, PMID 24164899.
- Walsh JG, Muruve DA, Power C, Inflammasomes in the CNS, in Nature Reviews. Neuroscience, vol. 15, n. 2, febbraio 2014,  pp. 84-97, DOI:10.1038/nrn3638, PMID 24399084.
- Schroder K, Tschopp J, The inflammasomes, in Cell, vol. 140, n. 6, marzo 2010,  pp. 821-32, DOI:10.1016/j.cell.2010.01.040, PMID 20303873.
- Jha S, Ting JP, Inflammasome-associated nucleotide-binding domain, leucine-rich repeat proteins and inflammatory diseases, in Journal of Immunology, vol. 183, n. 12, dicembre 2009,  pp. 7623-9, DOI:10.4049/jimmunol.0902425, PMC 3666034, PMID 20007570.
- Stutz A, Golenbock DT, Latz E, Inflammasomes: too big to miss, in The Journal of Clinical Investigation, vol. 119, n. 12, dicembre 2009,  pp. 3502-11, DOI:10.1172/JCI40599, PMC 2786809, PMID 19955661.
- Fink SL, Cookson BT, Apoptosis, pyroptosis, and necrosis: mechanistic description of dead and dying eukaryotic cells, in Infection and Immunity, vol. 73, n. 4, aprile 2005,  pp. 1907-16, DOI:10.1128/IAI.73.4.1907-1916.2005, PMC 1087413, PMID 15784530.
- Martinon F, Tschopp J, NLRs join TLRs as innate sensors of pathogens, in Trends in Immunology, vol. 26, n. 8, agosto 2005,  pp. 447-54, DOI:10.1016/j.it.2005.06.004, PMID 15967716.